# Economía de Roma
Roma es un importante centro financiero, cultural y económico a nivel europeo y mundial. Con un PIB de 163 243  millones de dólares en 2014, la ciudad produce el 7,6% del PIB nacional y es la segunda área metropolitana de Italia que más riqueza genera, tras Milán. Esto significa que si Roma fuera un país, sería el 58.º más rico del mundo por PIB, con una economía similar a la de Vietnam y cercana a la Ucrania. En 2014 Roma tenía un PIB per cápita de 38 025 dólares, más del 118% del PIB per cápita medio de la Unión Europea. Además, Roma alberga las sedes de la mayor parte de las empresas más importantes de Italia, así como la sede de tres de las trescientas empresas más grandes del mundo: Enel, Eni y Telecom Italia.
Roma también alberga importantes organizaciones internacionales políticas y culturales, como el Fondo Internacional de Desarrollo Agrícola (IFAD), la Organización de las Naciones Unidas para la Alimentación y la Agricultura (FAO), el Programa Mundial de Alimentos (WFP), y el Colegio de Defensa de la OTAN. Roma es actualmente una ciudad global beta+, junto con otras metrópolis como Berlín y Montreal, y se encuentra en el puesto 28º en la clasificación del Global Cities Index.

## Historia
Edad Antigua

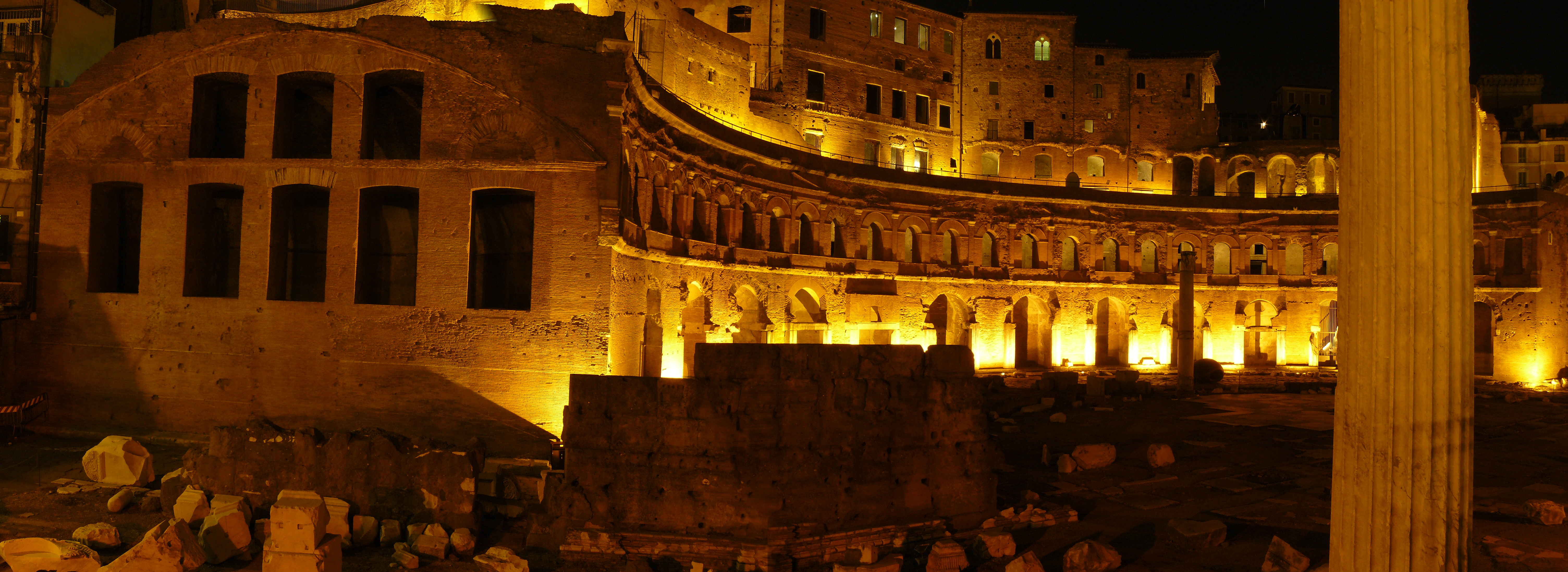
Vista nocturna del Mercado de Trajano, construido por Apolodoro de Damasco.

La Antigua Roma dominó una gran extensión de terreno, con tremendos recursos naturales y humanos. Como tal, la economía de Roma permaneció centrada en la agricultura y el comercio. El librecambismo agrícola cambió el paisaje de Italia, y en el siglo I a. C., las grandes fincas de uva y aceituna habían sustituido a los campesinos yeoman, que eran incapaces de igualar el precio del grano importado. La anexión de Egipto, Sicilia y Túnez en el Norte de África aportó un suministro continuo de grano. A cambio, el aceite de oliva y el vino eran las exportaciones principales de Italia. Se practicaba la rotación de cultivos de dos niveles, pero la productividad agrícola eran en general baja, alrededor de una tonelada por hectárea.
Algunos economistas como Peter Temin consideran que el Imperio Romano era una economía de mercado, similar en su grado de prácticas capitalistas a la Holanda del siglo XVII y la Inglaterra del siglo XVIII.
Edad Media
Tras la caída del Imperio Romano, Roma cayó en decadencia, y su antiguo poder económico y político pasó a otras ciudades de la península itálica como Milán, Florencia, Venecia o Palermo. Aunque Roma seguía teniendo el poder del papa, la ciudad dejó de ser un centro importante del comercio y las finanzas.
Edad Moderna
Sin embargo, la economía romana experimentó un gran auge en los siglos XVI y XVII, especialmente con los papas Médici León X y Clemente VII. El Renacimiento transformó a Roma en una ciudad del arte, la cultura, la política, la banca y el comercio, lo que produjo enormes beneficios, especialmente cuando los comerciantes florentinos se involucraron en los asuntos papales.
Edad Contemporánea
Roma creció con fuerza tras la Segunda Guerra Mundial, siendo una de las fuerzas motrices del "milagro económico italiano" de la posguerra. Se convirtió en una ciudad de moda en los años cincuenta y sesenta, los años de la dolce vita, en los que se rodaron películas clásicas como Ben Hur, Quo Vadis?, Vacaciones en Roma y La Dolce Vita en los emblemáticos estudios Cinecittà de la ciudad. El crecimiento de la población continuó hasta mediados de los años ochenta, cuando el municipio tenía más de 2 800 000 residentes; tras esto, la población empezó a disminuir lentamente debido a que muchos habitantes se trasladaron a suburbios cercanos.

## Sectores

### Turismo

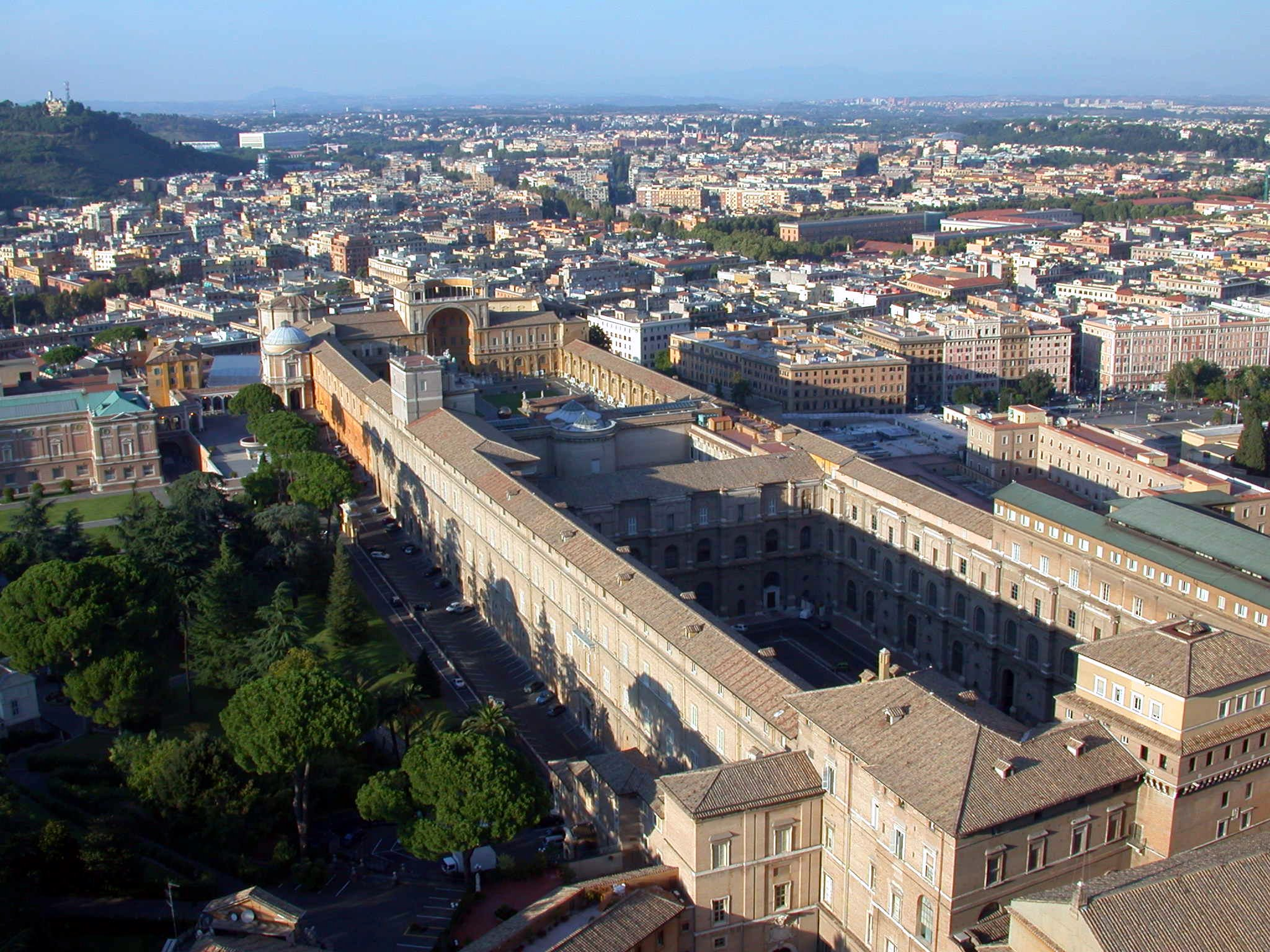
Los Museos Vaticanos son el 37º destino turístico más visitado del mundo, con más de 4,2 millones de turistas al año.

Actualmente Roma es uno de los destinos turísticos más importantes del mundo, debido a su inmensidad de tesoros arqueológicos y artísticos, el encanto de sus tradiciones, la belleza de sus vistas, y la majestuosidad de sus edificios. Entre los recursos más significativos están multitud de museos (Musei Capitolini, Museos Vaticanos, Galleria Borghese, y muchos otros), acueductos, fuentes, iglesias, palacios, edificios históricos, monumentos y las ruinas del Foro Romano y las Catacumbas. Roma es la tercera ciudad más visitada de la Unión Europea, tras Londres y París, y  recibe una media de siete a diez millones de turistas al año, que en ocasiones se dobla en años santos. Según un estudio reciente, el Coliseo (4 millones de turistas) y los Museos Vaticanos (4,2 millones) son los 39.º y 37.º lugares más visitados del mundo, respectivamente. En 2013 Roma recibió 8,6 millones de turistas internacionales.

### Moda

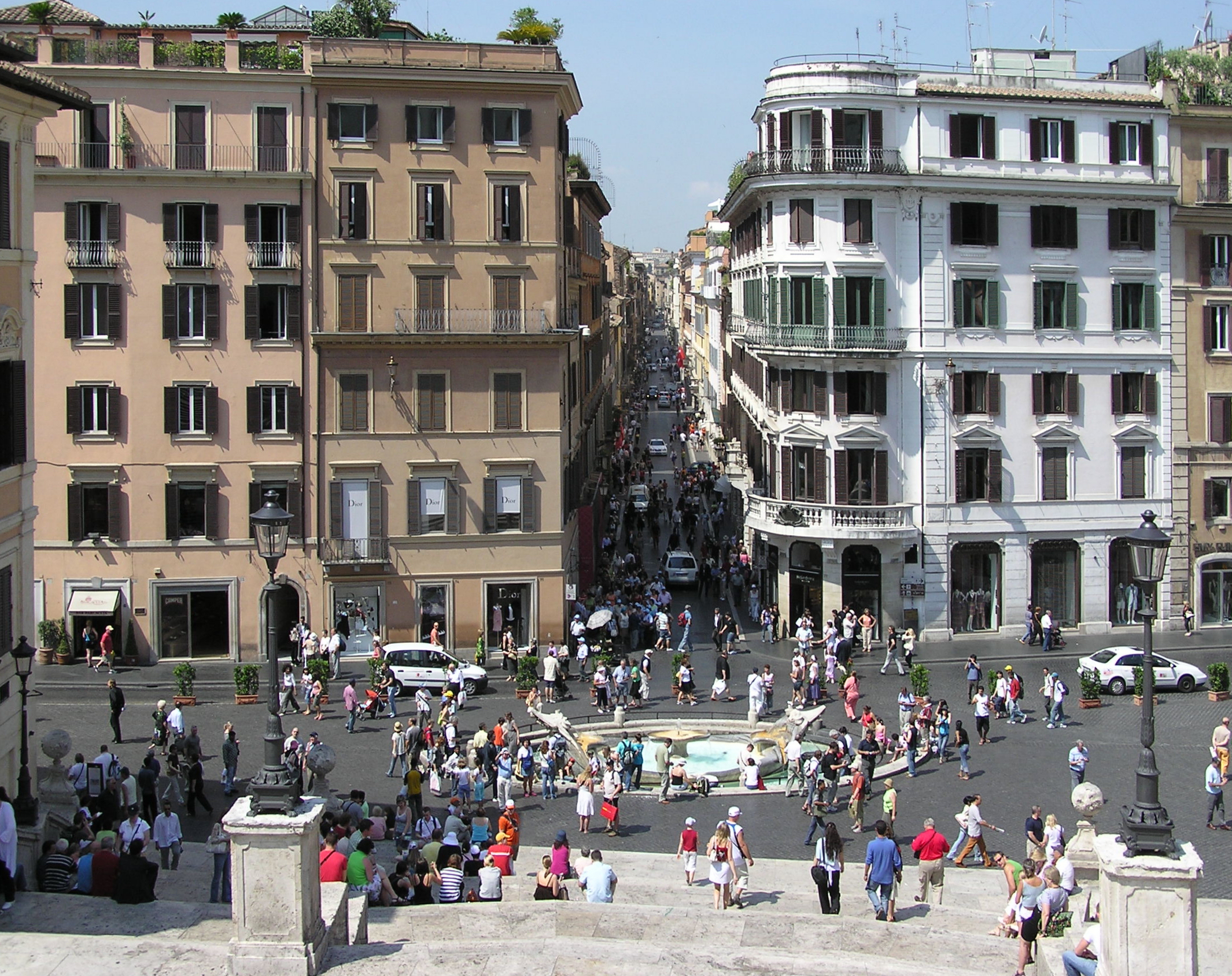
La Via Condotti, la calle principal del comercio de lujo de Roma, vista desde la Piazza di Spagna.

Roma es considerada una "capital de la moda" mundial. Según la clasificación del Global Language Monitor de 2015, Roma es el quinto centro más importante de la moda del mundo tras París, Nueva York, Londres y Madrid, por delante de Milán, Barcelona y Berlín. Las empresas de moda y joyería de lujo más importantes con sede o fundadas en Roma son Bulgari, Fendi, Valentino, Laura Biagiotti y Brioni. Otras marcas importantes, como Chanel, Dior, Louis Vuitton, Prada, Dolce & Gabbana, Armani y Versace, tienen tiendas de lujo en Roma, la mayoría en la pestigiosa Via Condotti.

### Cine

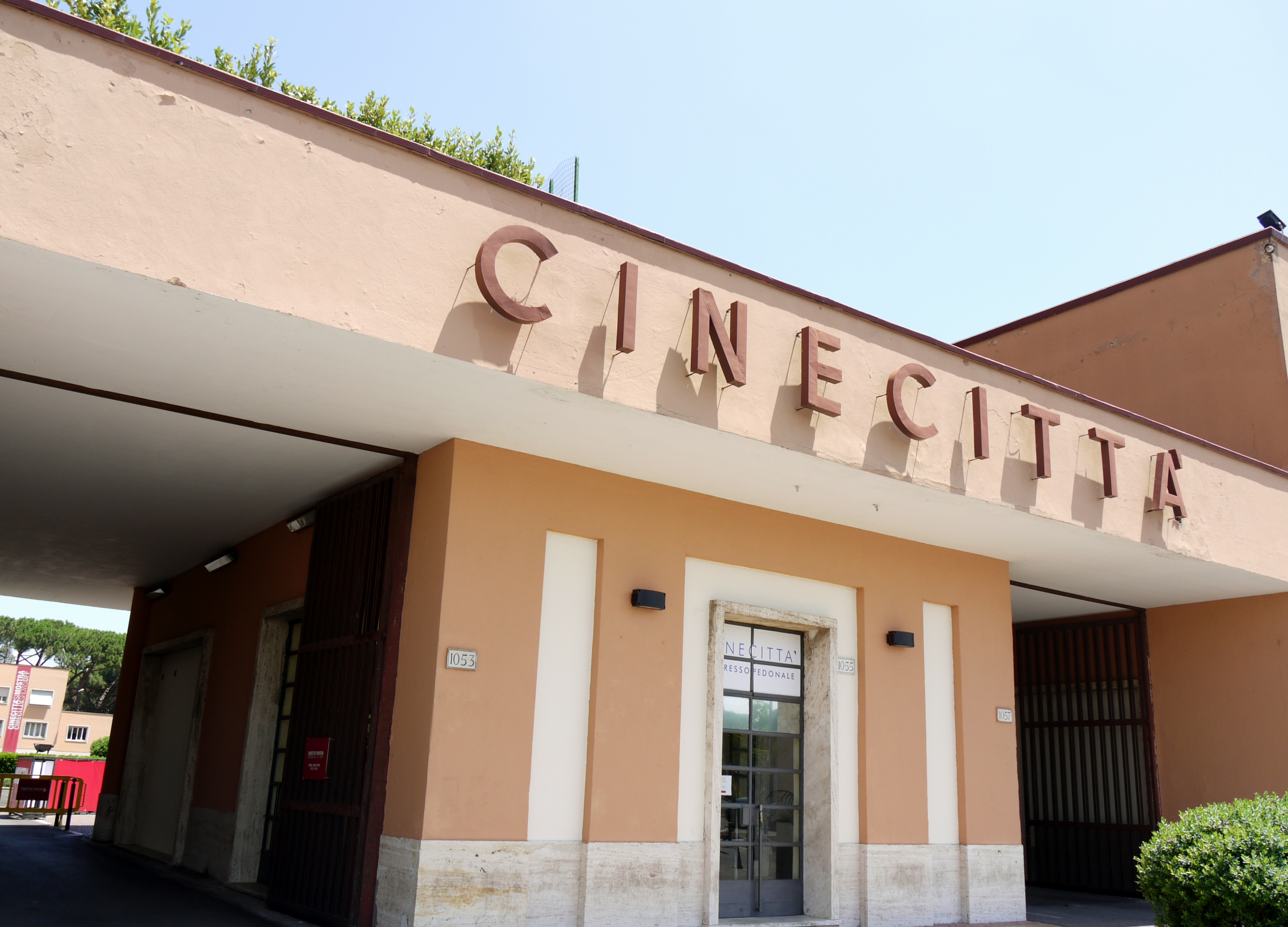
Entrada de Cinecittà

Roma alberga los estudios Cinecittà, las instalaciones de producción de cine y televisión más grandes de Europa continental y el centro neurálgico del cine italiano, donde se graban una gran cantidad de los mayores éxitos de taquilla actuales. Estos estudios tienen cuarenta hectáreas de superficie y están a unos nueve kilómetros del centro de Roma. Es la segunda comunidad de producción más grande del mundo, solo por detrás de Hollywood, con más de cinco mil profesionales, desde fabricantes de disfraces hasta especialistas de efectos especiales. Aquí se han hecho más de tres mil producciones, desde películas recientes como La Pasión de Cristo, Gangs of New York, la serie de televisión Roma, The Life Aquatic y el Decamerón de Dino De Laurentiis, a clásicos del cine como Ben-Hur, Cleopatra o las películas de Federico Fellini.
Fundados en 1937 por Benito Mussolini, los estudios fueron bombardeados por los aliados en la Segunda Guerra Mundial. En los años cincuenta, durante el periodo de la Dolce Vita, se grabaron en Cinecittà varias superproducciones americanas, y posteriormente se convirtió en el estudio más asociado con Federico Fellini. En la actualidad Cinecittà es el único estudio del mundo con instalaciones de preproducción, producción y posproducción en un único complejo, lo que permite a los directores y productores entrar con su guion y salir con la película completa.

### Comercio, comunicaciones y transporte

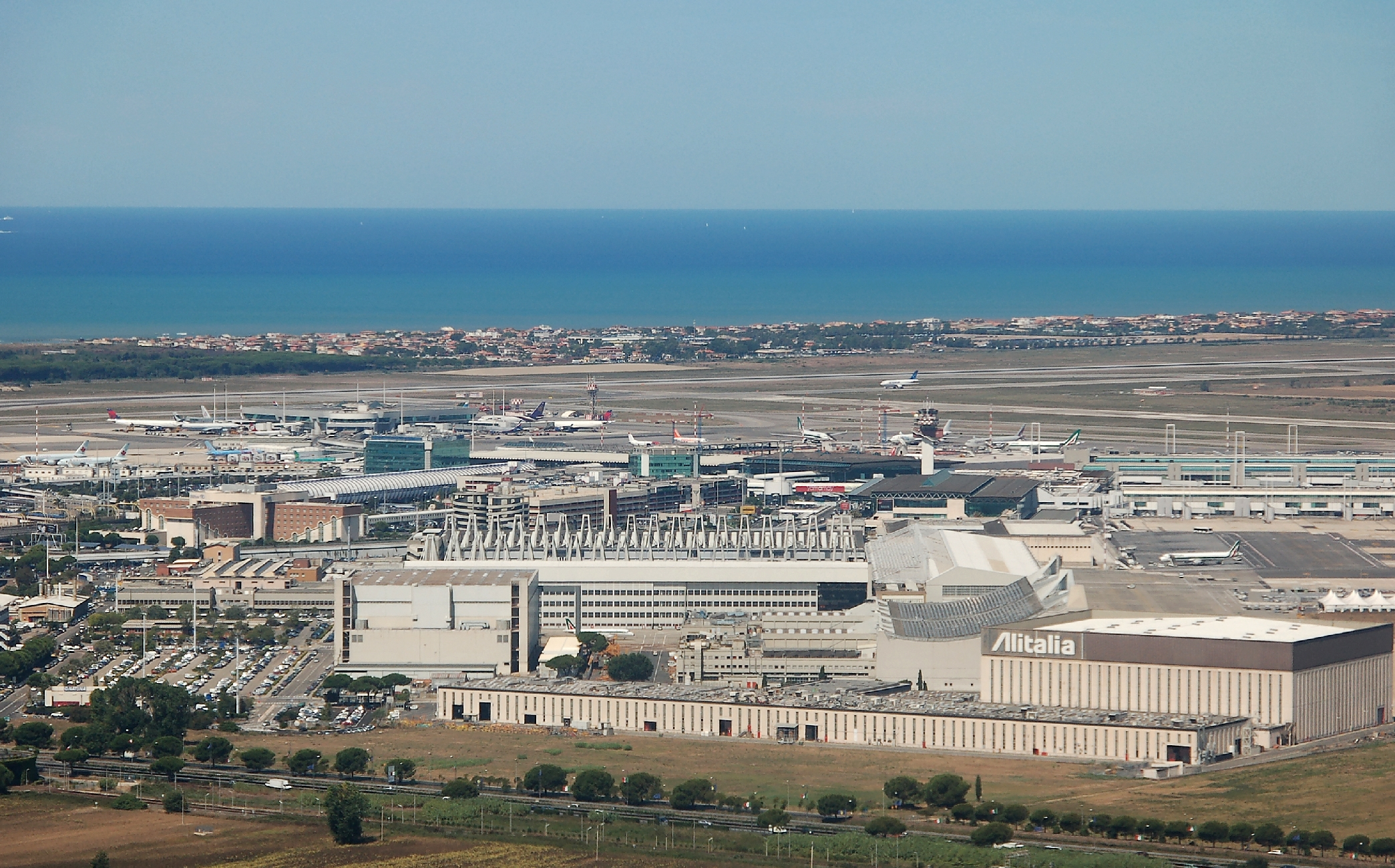
El Aeropuerto de Roma-Fiumicino fue el sexto aeropuerto con más pasajeros de Europa en 2008.

La economía de Roma se caracteriza por la ausencia de industrias pesadas y está dominada por los servicios, la alta tecnología (tecnologías de la información, industria aeroespacial, defensa, telecomunicaciones), la investigación, la construcción y las actividades comerciales (en especial la banca), y el gran desarrollo del turismo, muy importante para su economía. El aeropuerto internacional principal de Roma, Fiumicino, es el mayor de Italia, y la ciudad alberga las sedes de la gran mayoría de las empresas más importantes de Italia como Ferrovie dello Stato Italiane, Poste Italiane, Leonardo, Mundys,  BNL, RAI así como la sede de tres de trescientas empresas más grandes del mundo: Enel, Eni y Telecom Italia.

### Industria
También está desarrollada la industria en Roma, aunque a menor escala, principalmente en el sector de la tecnología, las telecomunicaciones, la industria farmacéutica y la alimentaria. La mayoría de las empresas están situadas en una zona llamada Valle Tiburtina, en el este de la ciudad. También hay otras zonas industriales importantes en ciudades cercanas como Aprilia y Pomezia.